# Atletisme als Jocs Olímpics d'Estiu de 1912 - 10.000 metres masculins

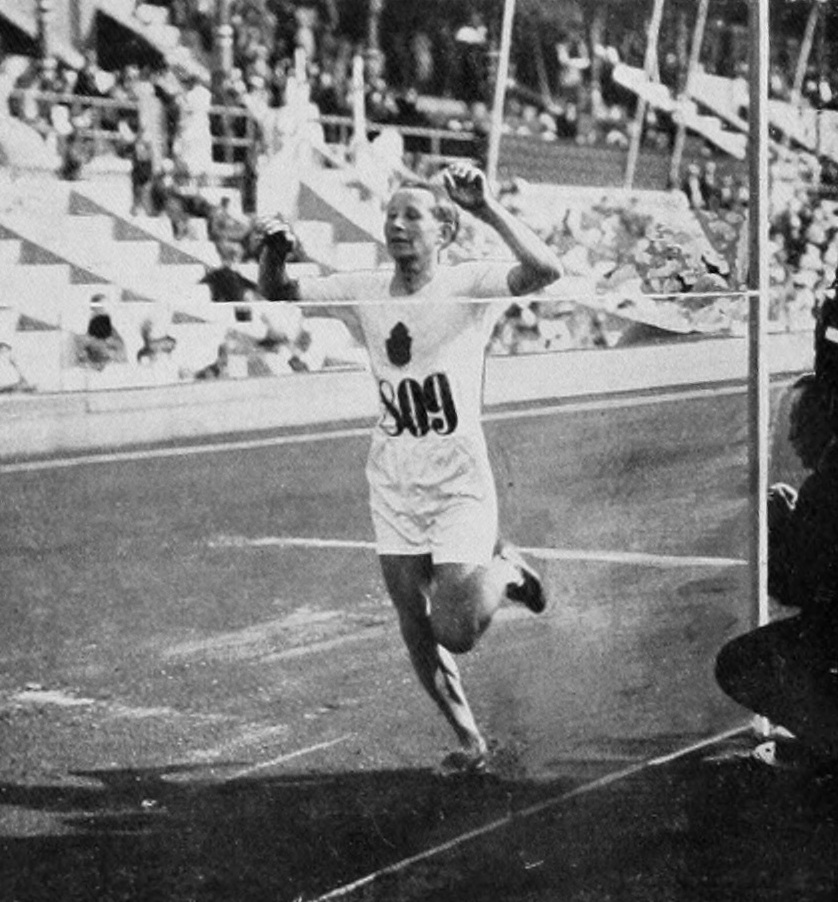
Hannes Kolehmainen finalitzant la cursa.

Els 10.000 metres masculins van ser una de les proves del programa d'atletisme disputades durant els Jocs Olímpics d'Estocolm de 1912. Aquesta va ser la primera ocasió en què es disputava aquesta prova, que juntament amb la prova dels 10.000 metres substituïa la cursa de les 5 milles que es disputaren als Jocs de Londres de 1908. La prova es va disputar en dos dies, el diumenge 7 i dilluns 8 de juliol, i hi van prendre part 30 atletes de 13 nacions diferents.

## Medallistes
| Or                       | Plata                | Bronze               |
| Hannes Kolehmainen (FIN) | Lewis Tewanima (USA) | Albin Stenroos (FIN) |

## Rècords
Aquests eren els rècords del món i olímpic que hi havia abans de la celebració dels Jocs Olímpics de 1912.
| Rècord del Món | 30' 58.8" | Jean Bouin | Colombes (FRA) | 16 de novembre de 1911 |
| Rècord Olímpic |           | inexistent |                |                        |

Hannes Kolehmainen, en guanyar la primera semifinal, establí el primer rècord olímpic amb 33' 49.0". Aquest rècord fou millorant en la següent semifinal per Len Richardson. Kolehmainen tornà a rebaixar el rècord en la final i deixà establert el primer rècord olímpic d'aquesta prova en 31' 20.8".

## Resultats

### Semifinals
Totes les semifinals es van disputar el diumenge 7 de juliol de 1912. Passen a la final els cinc primers de cada sèrie.
Semifinal 1
| Posició | Atleta                   | Temps        | Qual. |
| ------- | ------------------------ | ------------ | ----- |
| 1       | Hannes Kolehmainen (FIN) | 33:49.0 OR   | QF    |
| 2       | Joe Keeper (CAN)         | 33:58.8      | QF    |
| 3       | Gaston Heuet (FRA)       | 34:50.0      | QF    |
| 4       | John Eke (SWE)           | 34:55.8      | QF    |
| 5       | Ernest Glover (GBR)      | 35:12.2      | QF    |
| 6       | Albert Öberg (SWE)       | 35:45.0      |       |
| —       | Harry Hellawell (USA)    | No finalitza |       |
| —       | William Kramer (USA)     | No finalitza |       |
| —       | George Lee (GBR)         | No finalitza |       |
| —       | Mikhail Nikolsky (RUS)   | No finalitza |       |
| —       | Vladimír Penc (BOH)      | No finalitza |       |
| —       | Charles Ruffell (GBR)    | No finalitza |       |

Semifinal 2
| Posició | Atleta                  | Temps        | Qual. |
| ------- | ----------------------- | ------------ | ----- |
| 1       | Len Richardson (RSA)    | 32:30.3 OR   | QF    |
| 2       | Lewis Tewanima (USA)    | 32:31.4      | QF    |
| 3       | Mauritz Carlsson (SWE)  | 33:06.2      | QF    |
| 4       | Albin Stenroos (FIN)    | 33:28.4      | QF    |
| 5       | Alfonso Orlando (ITA)   | 33:44.6      | QF    |
| —       | Bror Fock (SWE)         | No finalitza |       |
| —       | Frederick Hibbins (GBR) | No finalitza |       |
| —       | Thomas Humphreys (GBR)  | No finalitza |       |
| —       | Brynolf Larsson (SWE)   | No finalitza |       |
| —       | Alfonso Sánchez (CHI)   | No finalitza |       |
| —       | Gregor Vietz (GER)      | No finalitza |       |

Semifinal 3
| Posició | Atleta                 | Temps        | Qual. |
| ------- | ---------------------- | ------------ | ----- |
| 1       | Tatu Kolehmainen (FIN) | 32:47.8      | QF    |
| 2       | William Scott (GBR)    | 32:55.2      | QF    |
| 3       | Louis Scott (USA)      | 34:14.2      | QF    |
| 4       | Martin Persson (SWE)   | 34:18.6      | QF    |
| 5       | Hugh Maguire (USA)     | 34:32.0      | QF    |
| —       | George Hill (ANZ)      | No finalitza |       |
| —       | George Wallach (GBR)   | No finalitza |       |

### Final
La final es disputà el dilluns 8 de juliol de 1912.
| Posició | Atleta                   | Temps        |
| ------- | ------------------------ | ------------ |
| 1       | Hannes Kolehmainen (FIN) | 31:20.8 OR   |
| 2       | Lewis Tewanima (USA)     | 32:06.6      |
| 3       | Albin Stenroos (FIN)     | 32:21.8      |
| 4       | Joe Keeper (CAN)         | 32:36.2      |
| 5       | Alfonso Orlando (ITA)    | 33:31.2      |
| —       | Mauritz Carlsson (SWE)   | No finalitza |
| —       | Tatu Kolehmainen (FIN)   | No finalitza |
| —       | Hugh Maguire (USA)       | No finalitza |
| —       | Len Richardson (RSA)     | No finalitza |
| —       | Louis Scott (USA)        | No finalitza |
| —       | William Scott (GBR)      | No finalitza |
| —       | John Eke (SWE)           | No surt      |
| —       | Ernest Glover (GBR)      | No surt      |
| —       | Gaston Heuet (FRA)       | No surt      |
| —       | Martin Persson (SWE)     | No surt      |